# Hinako Sano
Hinako Sano (en japonés: 佐野 ひなこ; romanizado: Sano Hinako) (Tokio, 13 de octubre de 1994) es una actriz, modelo, AV Idol y gravure idol japonesa. Está representada por la agencia Horipro.

## Carrera
Antes de convertirse en actriz, Sano fue modelo de revistas. Apareció en la colección de fotos Hare Nochi Tsuintēru, y ejerció de modelo en After School Tails. Fue nominada en el concurso Horipro Scout Caravan 2012. Aunque Sano no llegó al Gran Premio, fue asociada a la agencia de representación Horipro.
En marzo de 2013, se graduó en el instituto de preparatoria Tama Meguro High School. En abril, Sano pasó a asistir a una universidad.
El 13 de julio de 2013, apareció en la revista Weekly Young Magazine, lo que supuso su debut como gravure idol. En agosto de 2014, Sano se convirtió en musa de belleza exclusiva de ViVi.
En 2015	interpretó el papel de Misa Amane en el dorama japonés Death Note, adaptación televisiva de Nippon Television del manga homónimo creado por Tsugumi Ōba y Takeshi Obata.